# Saint-Médard-d'Excideuil
Saint-Médard-d'Excideuil là một xã, nằm ở tỉnh Dordogne vùng Aquitaine của Pháp. Xã này có diện tích 18,35 km², dân số năm 2004 là 615 người. Xã nằm ở khu vực có độ cao trung bình 155 m trên mực nước biển.

## Hành chính
| Danh sách các xã trưởng                |            |                    |                  |          |
| Giai đoạn                              | Giai đoạn  | Tên                | Đảng             | Tư cách  |
| 1998                                   | đương chức | Jean-Jacques Boyer | không chính thức | nông dân |
| Tất cả các dữ liệu trước đây không rõ. |            |                    |                  |          |

## Thông tin nhân khẩu
| Năm    | 1962 | 1968 | 1975 | 1982 | 1990 | 1999 | 2007 |
| ------ | ---- | ---- | ---- | ---- | ---- | ---- | ---- |
| Dân số | 700  | 667  | 658  | 641  | 665  | 622  | 615  |

## Nhân vật nổi bật
- André Maurois, nhà văn.